# أولاد بنعيسى الفوقانية (عرب صباح زيز)
أولاد بنعيسى الفوقانية هي إحدى مشيخات المملكة المغربية، تتبع جغرافيا لإقليم الرشيدية وإداريًا لعرب صباح زيز. يقدر عدد سكانها بـ 2886 نسمة حسب الإحصاء الرسمي للسكان والسكنى لسنة 2004.